# Psylliodes caneparii
Psylliodes caneparii es una especie de insecto coleóptero de la familia Chrysomelidae.
Fue descrita científicamente en 2007 por Leonardi.